# Кадуглі
Кадуглі (араб. كادقلي) — місто в Судані, адміністративний центр штату Південний Кордофан.

## Географія
Центр міста лежить на висоті 501 метрів над рівнем моря.

### Клімат
Місто знаходиться у зоні, котра характеризується кліматом помірних степів та напівпустель. Найтепліший місяць — квітень із середньою температурою 30.6 °C (87 °F). Найхолодніший місяць — січень, із середньою температурою 25 °С (77 °F).
| Клімат Кадуглі          | Клімат Кадуглі | Клімат Кадуглі | Клімат Кадуглі | Клімат Кадуглі | Клімат Кадуглі | Клімат Кадуглі | Клімат Кадуглі | Клімат Кадуглі | Клімат Кадуглі | Клімат Кадуглі | Клімат Кадуглі | Клімат Кадуглі | Клімат Кадуглі |
| Показник                | Січ.           | Лют.           | Бер.           | Квіт.          | Трав.          | Черв.          | Лип.           | Серп.          | Вер.           | Жовт.          | Лист.          | Груд.          | Рік            |
| Середній максимум, °C   | 34             | 36             | 39             | 39             | 38             | 34             | 31             | 31             | 32             | 34             | 36             | 35             | 34             |
| Середня температура, °C | 25             | 27             | 30             | 31             | 30             | 28             | 26             | 26             | 26             | 27             | 27             | 26             | 27             |
| Середній мінімум, °C    | 17             | 19             | 21             | 23             | 23             | 22             | 21             | 21             | 20             | 20             | 18             | 17             | 20             |
| Норма опадів, мм        | 0              | 0              | 2              | 14             | 73             | 112            | 149            | 152            | 141            | 75             | 3              | 0              | 722            |
| ----------------------- | -------------- | -------------- | -------------- | -------------- | -------------- | -------------- | -------------- | -------------- | -------------- | -------------- | -------------- | -------------- | -------------- |
| Джерело: Weatherbase    |                |                |                |                |                |                |                |                |                |                |                |                |                |

## Демографія
Населення міста по роках:
| 1973   | 1983  | 1993  | 2012  |
| ------ | ----- | ----- | ----- |
| 18 468 | 45698 | 62104 | 93205 |

## Транспорт
У Кадуглі розміщений аеропорт.

## Економіка
У місті розташована миловарна фабрика, розвинене шкіряне виробництво.